# Сушильная машина
Сушильная машина — электромеханическая установка для сушки текстильных изделий (одежды, белья и др.), обуви, головных уборов.
Барабанные сушилки состоят из вращающегося барабана, через который циркулирует нагретый воздух для испарения влаги из белья. Сушильный барабан вращается для поддержания воздушного пространства между вещами. Использование этих машин может привести к усадке одежды или ее уменьшению (из-за потери коротких мягких волокон / ворса).
Более простая невращающаяся машина, называемая «сушильный шкаф», может использоваться для деликатных тканей и других предметов, не подходящих для сушильной машины.
Сушка при минимуме температуры в 60 °C убивает пылевых клещей, постельных клопов, чесоточных клещей и даже иксодовых клещей через 30 минут воздействия.
Комбинированные стирально-сушильные машины выполняют обе функции в одном устройстве.
Другие стиральные машины включают обработку паром, чтобы уменьшить усадку одежды и избежать глажки

## Модификации
Существуют сушилки
- открытого типа — влажный воздух остаётся в доме или выводится на улицу
- закрытого типа — сконденсированная влага сливается в канализацию по специальному шлангу

### Барабанная сушильная машина с выводом воздуха в систему вентиляции

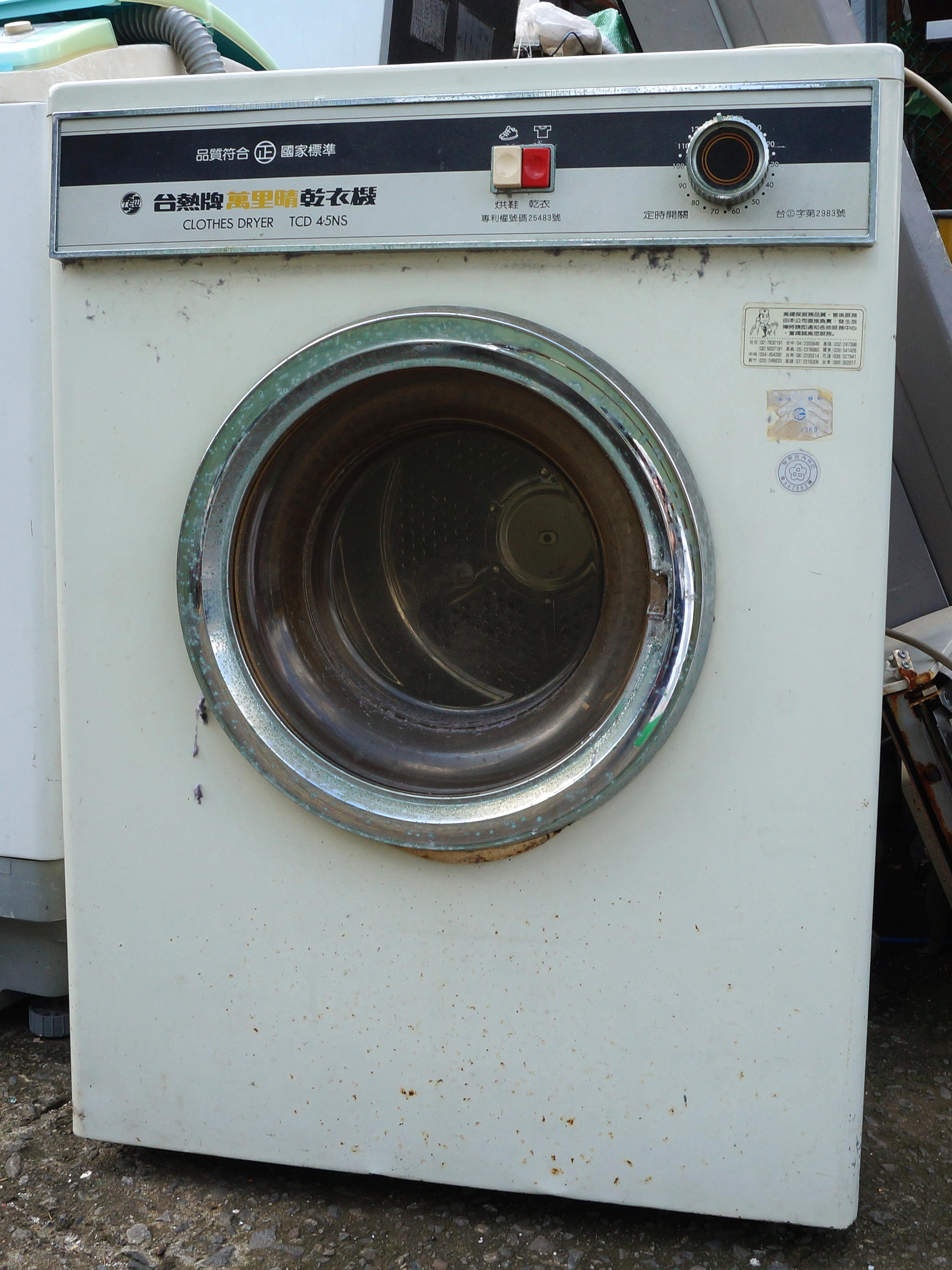
сушильная машина

Это машины открытого типа, увлажнённый непосредственно в сушильной камере воздух выводится в систему вентиляции. Такие машины уступают по энергоэффективности конденсационным, однако стоят дешевле.
Сушилки для белья непрерывно с помощью вентилятора втягивают окружающий воздух вокруг себя и нагревают его, прежде чем пропустить через барабан. Образующийся горячий влажный воздух обычно выводится в вентиляцию (чтобы не создавать повышенную влажность в помещении) в процессе воздухообмена для продолжения процесса сушки. Он прост и надежен, поэтому получил широкое распространение.
Импровизированные методы утилизации этого тепла для отопления дома с использованием встроенных вентиляционных коробов, оборудованных воздушной заслонкой для перенаправления влажного нагретого воздуха в помещения увеличивают влажность в доме. Несмотря на то, что это может быть полезно в сухих зимних условиях, чрезмерная влажность от этих устройств увеличивает вероятность плесени и рост микрофлоры внутри дома. Перевод специализированной вентиляции в помещение также может противоречить местным нормам. Газовые осушители, в отличие от электрических осушителей, всегда должны выводиться на улицу, так как продукты сгорания смешиваются с влажным воздухом. Строительные нормы и правила и инструкции производителей обычно рекомендуют вентиляцию сушилок снаружи.
Сушильные барабаны часто интегрируются со стиральной машиной в виде прачечного агрегата в комбинации стирально-сушильной машины, в которой сушильная машина ставится поверх стиральной машины и может объединять элементы управления для обеих машин на одной панели управления. Агрегат по сути представляет собой стиральную машину с фронтальной загрузкой и встраиваемой сушильной машиной. Часто стиральная и сушильная машины имеют разную производительность, причем сушильная машина обычно имеет меньшую производительность, чем стиральная машина. Сушилки для белья также могут быть с верхней загрузкой, как и стиральные машины, при которой барабан загружается сверху машины. Они могут быть толщиной до 40 см и могут включать съемные решетки для сушки таких вещей, как плюшевые игрушки и обувь.

### Конденсационные
Воздух в сушильных машинах конденсационного типа циркулирует по замкнутому контуру, в отличие от более дешевых машин открытого типа, у которых воздух выбрасывается в систему вентиляции. Нагретый воздух обдувает вещи и нагревает воду, содержащуюся в них. Влажный воздух проходит через конденсатор, влага конденсируется и перекачивается в специальный резервуар, либо сливается в канализацию, а охладившийся воздух вновь засасывается вентилятором и пропускается через нагреватель, нагревается и снова обдувает вещи. Удобны тем, что не требуется подключать машину к системе вентиляции. Нагрев воздуха осуществляется электрическим нагревателем, охлаждение — воздухом из помещения или холодной водой из водопровода. Такая система применяется в том числе в стиральных машинах с функцией сушки белья. Недостаток — необходим подвод и отвод воды. Современные сушильные машины могут оснащаться тепловым насосом, который подогревает и охлаждает воздух. Это значительно сокращает потребление электроэнергии, также избавляет от необходимости подключения к водопроводу.
Что касается энергопотребления, конденсаторным осушителям обычно требуется около 2 киловатт-часов (кВт⋅ч) энергии на среднюю нагрузку.

### Осушители с тепловым насосом
Замкнутого цикла тепловой насос сушилка для белья использует тепловой насос для осушения обработки воздуха. Такие сушилки обычно используют менее половины энергии на загрузку конденсаторной сушилки.
В то время как в конденсационных сушилках используется пассивный теплообменник, охлаждаемый окружающим воздухом, в этих сушилках используется тепловой насос. Горячий влажный воздух из стакана проходит через тепловой насос, где на холодной стороне водяной пар конденсируется в сливную трубу или сборный резервуар, а горячая сторона повторно нагревает воздух для повторного использования. Таким образом, сушилка не только избавляется от необходимости прокладки воздуховодов, но и сохраняет большую часть тепла внутри сушилки, а не отводит его в окружающую среду. Таким образом, осушители с тепловым насосом могут потреблять до 50 % меньше энергии, необходимой для конденсационных или обычных электрических осушителей. Осушители с тепловым насосом используют около 1 кВт⋅ч энергии для сушки средней нагрузки вместо 2 кВт⋅ч для конденсаторной сушилки или от 3 до 9 кВт⋅ч для обычной электрической сушилки.
Бытовые осушители с тепловым насосом предназначены для работы при типичных температурах окружающей среды от 5 до 30 °C. Ниже 5 °C время высыхания значительно увеличивается.
Как и в случае с конденсационными сушилками, теплообменник не сушит внутренний воздух до такого низкого уровня влажности, как обычный окружающий воздух. Что касается окружающего воздуха, более высокая влажность воздуха, используемого для сушки одежды, приводит к увеличению времени сушки; однако, поскольку сушилки с тепловым насосом сохраняют большую часть тепла используемого ими воздуха, уже нагретый воздух можно циркулировать быстрее, что может привести к более короткому времени сушки, чем сушильные барабаны, в зависимости от модели.

### Сушилки с механическим сжатием пара
Разрабатываемый новый тип сушилки, эти машины представляют собой более совершенную версию сушилок с тепловым насосом. Вместо использования горячего воздуха для сушки одежды в сушилках с механическим паровым сжатием используется вода, полученная из одежды в виде пара. Сначала стакан и его содержимое нагревают до 100 °C. Образующийся влажный пар очищает систему от воздуха и является единственной атмосферой, оставшейся в стакане.
Когда влажный пар выходит из барабана, он механически сжимается (отсюда и название) для извлечения водяного пара и передачи тепла парообразования оставшемуся газообразному пару. Этот сжатый газообразный пар затем расширяется и перегревается перед тем, как впрыснуть обратно в стакан, где его тепло вызывает испарение большего количества воды из одежды, создавая больше влажного пара и возобновляя цикл.
Подобно сушилкам с тепловым насосом, сушилки с механическим паровым сжатием рециркулируют большую часть тепла, используемого для сушки одежды, и работают в очень таком же диапазоне эффективности, что и сушилки с тепловым насосом. Оба типа могут быть более чем в два раза эффективнее обычных сушильных машин. Значительно более высокие температуры, используемые в сушилках с механическим сжатием пара, приводят к тому, что время сушки примерно вдвое меньше, чем у сушилок с тепловым насосом.

### Конвекционная сушка
Предлагаемые некоторыми производителями как «метод статической сушки одежды», конвектантные сушилки просто состоят из нагревательного элемента внизу, вертикальной камеры и вентиляционного отверстия вверху. Устройство нагревает воздух внизу, снижая его относительную влажность (но не снижая влагосодержания, что логично), а естественная тенденция горячего воздуха подниматься вверх приводит этот воздух с низкой влажностью в контакт с одеждой. Эта конструкция медленная, но относительно энергоэффективная. Это лишь ненамного быстрее, чем «сушка на веревке». Возможны и модификации, где добавляется вентилятор.

### Солнечная сушилка для одежды
Солнечная сушилка представляет собой коробчатую стационарную конструкцию, которая включает в себя второй отсек, в котором хранится одежда. Он использует солнечное тепло без прямого попадания солнечных лучей на одежду. В качестве альтернативы для нагрева воздуха, проходящего через обычную сушильную машину, можно использовать солнечную нагревательную камеру.

### СВЧ-сушилки
Японские производители разработали высокоэффективные сушилки для одежды, которые используют микроволновое излучение для сушки одежды (хотя подавляющее большинство японцев сушат белье на воздухе). Большая часть сушки выполняется с использованием микроволн для испарения воды, но окончательная сушка выполняется за счет конвекционного нагрева, чтобы избежать проблем, связанных с искрением металлических предметов в белье. Есть ряд преимуществ: более короткое время сушки (на 25 % меньше) экономия энергии (на 17-25 % меньше) и более низкие температуры сушки. Некоторые аналитики считают, что искрение и повреждение ткани являются фактором, препятствующим разработке микроволновых сушилок для рынка США.

### Ультразвуковые сушилки
Ультразвуковые сушилки используют высокочастотные сигналы для управления пьезоэлектрическими приводами, чтобы механически встряхивать одежду, выделяя воду в виде тумана, который затем удаляется из барабана. Они обладают потенциалом для значительного снижения энергопотребления, при этом потребляя только одну треть времени, необходимого обычной электрической сушилке для данной нагрузки. У них также нет проблем с ворсом в большинстве других типов сушилок.

## Критика сушильных машин

### Статическое электричество
Сушилки для одежды могут вызывать статическое электричество из-за трибоэлектрического эффекта. Это может быть значительной неприятностью и часто является признаком пересушивания тканей при очень низком уровне влажности. Использование английских булавок, химические ополаскиватели для белья и антистатики также помогут исправить это состояние.

### Отложения ворса и дикие животные (сушильные барабаны)
Влага и ворсинки являются побочными продуктами процесса сушки в барабане и вытягиваются из барабана двигателем вентилятора, а затем проталкиваются через оставшийся выпускной трубопровод к внешнему концевому фитингу. Типичный вытяжной канал состоит из гибкого переходного шланга, расположенного сразу за сушилкой, жесткой оцинкованной трубы диаметром 4 дюйма (100 мм) и угловых фитингов, расположенных в каркасе стены, и вытяжного кожуха вентиляционного канала, расположенного за пределами дома.
Пластиковые откидные створки удерживают насекомых, птиц и змей
Чистое, свободное вентиляционное отверстие сушилки повышает безопасность и эффективность сушилки. Поскольку труба воздуховода сушилки частично забивается и заполняется ворсом, время сушки увеличивается, что приводит к перегреву сушилки и потере энергии. В крайних случаях засорение вентиляционного отверстия может привести к пожару. Сушилки для белья — один из самых дорогостоящих бытовых приборов.
Сушилки без вентиляции включают многоступенчатые системы фильтрации ворса, а некоторые даже включают функции автоматической очистки испарителя и конденсатора, которые могут работать даже во время работы сушилки. Испаритель и конденсатор обычно моют проточной водой. Эти системы необходимы для предотвращения накопления ворса внутри змеевиков осушителя, испарителя и конденсатора.

### Опасность возгорания

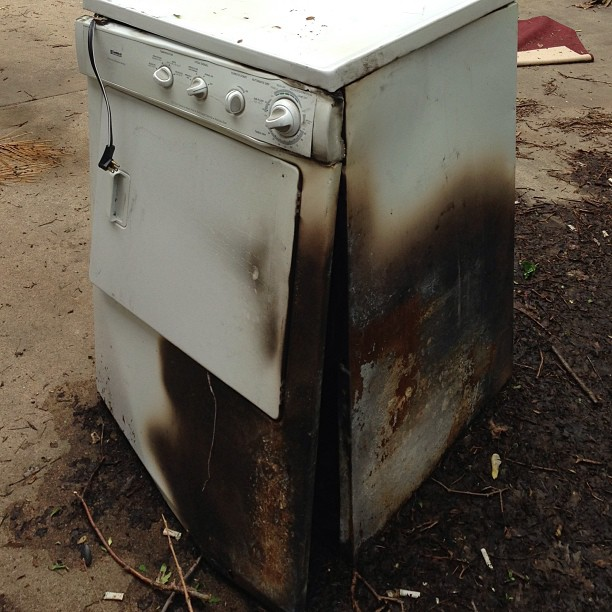
Сушилка для белья, поврежденная пожаром.

В Соединенных Штатах Пожарное управление США в своем отчете за 2012 год подсчитало, что с 2008 по 2010 год пожарные депо отреагировали примерно на 2 900 возгораний в жилых домах в сушилках для одежды каждый год по всей стране. Эти пожары привели к ежегодным потерям в среднем 5 человек со смертельным исходом, 100 травмам и 35 миллионам долларов материального ущерба. Пожарная служба считает «невыполнение очистки» (34 %) ведущим фактором, способствующим возгоранию сушилок для одежды в жилых домах, и отметила, что новые тенденции в области жилищного строительства размещают сушилки для одежды и стиральные машины в более опасных местах вдали от внешних стен, например в спальнях, коридорах второго этажа, ванных комнатах и кухнях.
Чтобы решить проблему возгорания сушилки для одежды, можно использовать систему пожаротушения с датчиками для определения изменения температуры, когда в сушильном барабане начинается возгорание. Затем эти датчики активируют механизм водяного пара, чтобы потушить пожар.

## Воздействие на окружающую среду
В Европейском Союзе к сушилкам применяется система энергетической маркировки ЕС ; сушилки классифицируются по шкале от A +++ (наилучшая) до G (наихудшая) в зависимости от количества энергии, потребляемой на килограмм одежды (кВт⋅ч / кг). Сенсорные сушилки могут автоматически определять, что одежда сухая, и выключаться. Это означает, что пересушивание происходит не так часто. Большая часть европейского рынка сейчас продает сенсорные осушители, и они обычно доступны в конденсаторных и вентилируемых осушителях.
Сушилки для одежды уступают только холодильникам и морозильникам в качестве крупнейших бытовых потребителей электроэнергии в Америке.